# Notopleura submarginalis
Notopleura submarginalis är en måreväxtart som beskrevs av Charlotte M. Taylor. Notopleura submarginalis ingår i släktet Notopleura och familjen måreväxter. Inga underarter finns listade i Catalogue of Life.